# Jurino (Mari El)
Jurino (russisch Ю́рино; Bergmari Йӱрнӹ; Wiesenmari Йӱрнӧ) ist eine Siedlung städtischen Typs in der Republik Mari El in Russland mit 3465 Einwohnern (Stand 14. Oktober 2010).

## Geographie

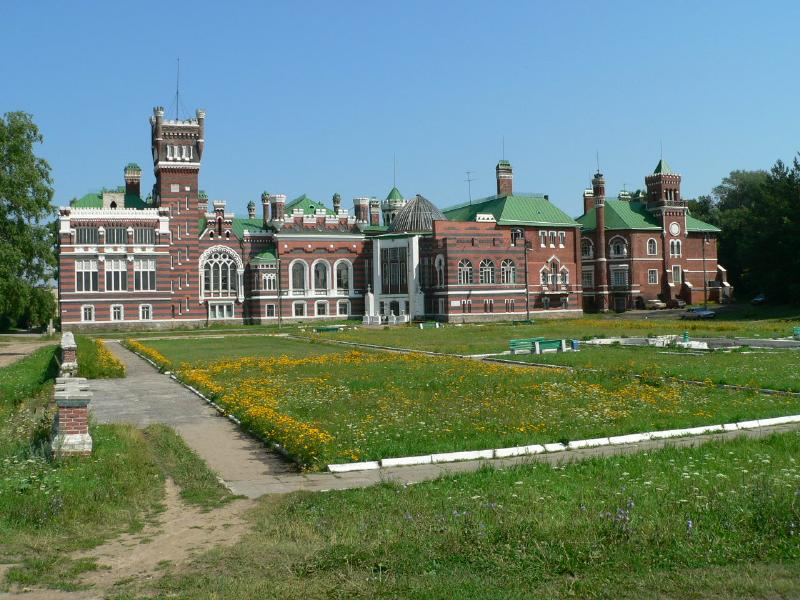
Scheremetew-Schloss (1874–1915) in Jurino

Der Ort liegt etwa 100 km Luftlinie südwestlich der Republikhauptstadt Joschkar-Ola. Er befindet sich am linken Ufer der Wolga, die dort zum Tscheboksarsker Stausee angestaut ist.
Jurino ist Verwaltungszentrum des Rajons Jurinski sowie Sitz und einzige Ortschaft der Stadtgemeinde (gorodskoje posselenije) Jurino.

## Geschichte
Eine Ansiedlung an Stelle des heutigen Ortes wurde erstmals 1227 erwähnt, die eigentliche heutige Siedlung als Dorf (selo) im Jahr 1721. Ab dem 18. Jahrhundert gehörte Jurino zum Ujesd Wassilsursk des Gouvernements Nischni Nowgorod, wenig oberhalb der Einmündung der Wetluga. Das tiefliegende Ortszentrum ist mit einem Damm gegen Überflutung geschützt.
Am 28. August 1924 wurde Jurino Sitz eines Kantons der von 1920 bis 1936 bestehenden Autonomen Oblast der Mari, aus der in Folge die ASSR der Mari hervorging. Am 10. Dezember 1931 ging der Kanton im Gornomarijski rajon mit Sitz im 15 km nordöstlich am jenseitigen Wolgaufer gelegenen Kosmodemjansk auf, wurde aber mit der Verfassung von 1936 neu gebildet, nun als Rajon.
Seit 1927 besitzt der Ort den Status einer Siedlung städtischen Typs.

### Bevölkerungsentwicklung
| Jahr | Einwohner |
| ---- | --------- |
| 1897 | 2189      |
| 1939 | 6171      |
| 1959 | 6364      |
| 1970 | 5943      |
| 1979 | 5960      |
| 1989 | 5177      |
| 2002 | 4251      |
| 2010 | 3465      |

Anmerkung: Volkszählungsdaten

## Verkehr
Über den Stausee besteht per Autofähre nach Kosmodemjansk Anschluss an das Straßennetz rechts der Wolga, dort über eine Regionalstraße Anbindung zur föderalen Fernstraße M7 und zur Hauptstadt der benachbarten Republik Tschuwaschien Tscheboksary, wo sich gut 60 km östlich die nächstgelegene Bahnstation befindet. Links der Wolga führt von Jurino eine Regionalstraße die Wetluga aufwärts bis zur Grenze der Oblast Nischni Nowgorod, dort weiter als 22K-0018 in Richtung des Rajonzentrums Woskressenskoje.

## Söhne und Töchter des Ortes
- Nina Makarowa (1908–1976), Komponistin